# SuperTennis Arena
La SuperTennis Arena è un impianto sportivo inaugurato nel 2025 all'occasione degli Internazionali di tennis d'Italia. L'impianto ha una capienza di 3.000 spettatori ed è stato montato all'interno dello Stadio dei Marmi del Foro Italico a Roma.
Lo stadio è il quarto showcourt per importanza degli Internazionali d'Italia dopo il Campo Centrale, la Grand Stand Arena e lo Stadio Nicola Pietrangeli. La struttura è provvisoria ed è stata installata prima dello svolgimento degli Internazionali d'Italia 2025 assieme ad altri due campi da tennis aventi ciascuno gradinate da 900 posti, tutti smontati alla fine del torneo.